# Interestatal 210 y Ruta Estatal 210
La Ruta 210, asignada parcialmente como la Interestatal 210 (I-210) y como la Ruta Estatal 210 (SR 210), y llamada Foothill Freeway, es una carretera estatal en el área metropolitana de Los Ángeles del estado de California. La ruta forma una carretera de circunvalación alrededor de la sección norte de Los Ángeles, y pasa cerca del centro de San Bernardino, sobre las laderas de las Montañas de San Gabriel.
Al este de la SR 57 en Glendora, el Foothill Freeway está señalizada casi por completo como SR 210, con la sección oriental en San Bernardino marcada como SR 30. El Departamento de Transporte de California (Caltrans) anteriormente rechazó una solicitud de la edición del Sistema Interestatal de Carreteras, pero eso fue antes de julio de 2007, cuando el resto de la interestatal fue completada.
Esta ruta es parte del Sistema de Autovías y Vías Expresas de California y es elegible para el Sistema Estatal de Carreteras Escénicas.

## Descripción de la ruta
La terminal occidental de la autopista I-210 es en la intersección del Golden State Freeway (I-5), cerca del distrito de Sylmar de Los Ángeles. A partir de este punto, la alineación de la autopista es generalmente diagonal, ya que se dirige hacia el sureste a través del noreste del Valle de San Fernando y el Valle de Crescenta antes de pasar hacia el sur hacia el cruce con la Autopista Ventura (Ruta Estatal 134), en Pasadena. En esta autopista de intercambio, el Foothill Freeway desvía su dirección y alineación, convirtiéndose en una autopista de este-oeste. Desde el extremo norte, los carriles principales de la I-210 convirtiéndose en la sección sin señalizar de la autopista sin terminar I-710, mientras que del este, los carriles centrales del Ventura Freeway se convierten en la I-210 hasta que el Ventura Freeway llega a su terminal oriental. La I-210 después continua al este hacia el Orange Freeway (Ruta Estatal 57) en Glendora. Al llegar al este de la autopista de intercambio Orange Freeway, hasta su terminal oriental en la I-10 e Redlands, la 210 está actualmente señalizada como una Ruta Estatal.
Algunas secciones de la Línea Dorada de Metro del LACMTA pasa en el centro de Foothill Freeway desde Pasadena a Arcadia.
La Ruta Estatal 210 tiene dos segmentos diferentes:
El segmento del occidente de la autopista funciona como la sección este del Foothill Freeway (Interestatal 210). Consiste de una autopista más nueva, y empieza en el extremo este de la I-210 cerca de San Dimas, la SR 210 se extiende hacia el este, y sigue de forma paralela hacia Highland Avenue, hasta continuar y pasar a través de Fontana. La autopista se interseca con la Interestatal 15, una artería del Sur de California y Nevada, luego a pocas millas se encuentra con la Interestatal 215 en San Bernardino.
El segmento oriental de la Interestatal 215 es la antigua alineación de la Ruta Estatal 30, aunque Caltrans no ha cambiado todas las señalalizaciones de esta sección hasta la SR 210. Este segmento se extiende hacia el este de la intersección con la Interestatal 215, Ruta Estatal 259, Ruta Estatal 18 y la Ruta Estatal 330 en Highland. La Ruta Estatal 210 después gira al sur y termina en la intersección con la Interestatal 10 en Redlands.

## Intersecciones principales y lista de salidas
Nota: A excepción de los letreros con prefijos de una letra, los postes de mileajes fueron medidos en 1964, basados en la alineación que existía en ese tiempo, y no necesariamente reflejan el actual mileaje. Los nUmeros se inician en las fronteras de los condados; el inicio y los postes de los mileajes en los extremos en cada condado son dado en la columna de condado.
| Condado                        | Ubicación            | Mileaje | #   | Destinos                                                                            | Notas                                                                                    |
| ------------------------------ | -------------------- | ------- | --- | ----------------------------------------------------------------------------------- | ---------------------------------------------------------------------------------------- |
| Los Ángeles LA R0.00-R52.15    | Los Ángeles          | R0.00   | 1   | I 5 (Golden State Freeway) – Los Ángeles, Sacramento                                | Salida oeste y entrada este; señalizada como las salidas 1A (norte) y 1B (sur)           |
| Los Ángeles LA R0.00-R52.15    | Los Ángeles          | R0.84   | 1C  | Yarnell Street                                                                      | Señalizada como la salida 1 este                                                         |
| Los Ángeles LA R0.00-R52.15    | Los Ángeles          | R1.92   | 2   | Roxford Street – Sylmar                                                             |                                                                                          |
| Los Ángeles LA R0.00-R52.15    | Los Ángeles          | R3.28   | 3   | Polk Street                                                                         |                                                                                          |
| Los Ángeles LA R0.00-R52.15    | Los Ángeles          | R4.11   | 4   | Hubbard Street                                                                      |                                                                                          |
| Los Ángeles LA R0.00-R52.15    | Los Ángeles          | R4.94   | 5   | Maclay Street – San Fernando                                                        |                                                                                          |
| Los Ángeles LA R0.00-R52.15    | Los Ángeles          | R5.91   | 6A  | SR 118 oeste (Ronald Reagan Freeway)                                                | Señalizada como la salida 6B oeste                                                       |
| Los Ángeles LA R0.00-R52.15    | Los Ángeles          | R6.01   | 6B  | Paxton Street                                                                       | Señalizada como la salida 6A oeste                                                       |
| Los Ángeles LA R0.00-R52.15    | Los Ángeles          | R7.82   | 8   | Osborne Street – Lake View Terrace                                                  |                                                                                          |
| Los Ángeles LA R0.00-R52.15    | Los Ángeles          | R9.44   | 9   | Wheatland Avenue – Lake View Terrace                                                |                                                                                          |
| Los Ángeles LA R0.00-R52.15    | Los Ángeles          | R11.08  | 11  | Sunland Boulevard – Sunland, Tujunga                                                |                                                                                          |
| Los Ángeles LA R0.00-R52.15    | Los Ángeles          | R14.17  | 14  | La Tuna Canyon Road                                                                 |                                                                                          |
| Los Ángeles LA R0.00-R52.15    | Glendale             | R15.62  | 16  | Lowell Avenue – Tujunga                                                             |                                                                                          |
| Los Ángeles LA R0.00-R52.15    | Glendale             | R16.77  | 17A | Pennsylvania Avenue – La Crescenta                                                  | Señalizada como la salida 17 este                                                        |
| Los Ángeles LA R0.00-R52.15    |                      | R17.38  | 17B | La Crescenta Avenue – La Crescenta                                                  | Salida oeste y entrada este                                                              |
| Los Ángeles LA R0.00-R52.15    |                      | R18.22  | 18  | Ocean View Boulevard – Montrose                                                     |                                                                                          |
| Los Ángeles LA R0.00-R52.15    | Glendale             | R18.87  | 19  | SR 2 oeste (Glendale Freeway) – Los Ángeles                                         | Extremo oeste de la SR 2 overlap                                                         |
| Los Ángeles LA R0.00-R52.15    | La Cañada Flintridge | R19.88  | 20  | SR 2 este (Angeles Crest Highway) – La Cañada Flintridge                            | Extremo este de la SR 2 overlap                                                          |
| Los Ángeles LA R0.00-R52.15    | La Cañada Flintridge | R20.60  | 21  | Gould Avenue                                                                        | Salida este y entrada oeste                                                              |
| Los Ángeles LA R0.00-R52.15    | La Cañada Flintridge | R20.85  | 21  | Foothill Boulevard                                                                  | Salida oeste y entrada este                                                              |
| Los Ángeles LA R0.00-R52.15    | La Cañada Flintridge | R21.53  | 22A | Berkshire Avenue, Oak Grove Drive                                                   |                                                                                          |
| Los Ángeles LA R0.00-R52.15    | Pasadena             | R22.49  | 22B | Arroyo Boulevard, Windsor Avenue                                                    |                                                                                          |
| Los Ángeles LA R0.00-R52.15    | Pasadena             | R23.19  | 23  | Lincoln Avenue, Washington Boulevard                                                |                                                                                          |
| Los Ángeles LA R0.00-R52.15    | Pasadena             | R24.06  | 24  | Seco Street, Mountain Street                                                        |                                                                                          |
| Los Ángeles LA R0.00-R52.15    | Pasadena             | R24.86  | 25A | Colorado Boulevard – Pasadena                                                       | Salida este y entrada oeste                                                              |
| Los Ángeles LA R0.00-R52.15    | Pasadena             | R24.96  | 25A | I 710 sur (Long Beach Freeway) SR 110 sur / Del Mar Boulevard, California Boulevard | Señalizada como la salida 26A oeste                                                      |
| Los Ángeles LA R0.00-R52.15    | Pasadena             | R24.96  | 25B | SR 134 oeste (Ventura Freeway) – Ventura                                            | Señalizada como la salida 26A oeste                                                      |
| Los Ángeles LA R0.00-R52.15    | Pasadena             | R25.29  | 25  | Fair Oaks Avenue, Marengo Avenue                                                    | Salida oeste y entrada este; señalizada como las salidas 25A (sur) y 25B (norte)         |
| Los Ángeles LA R0.00-R52.15    | Pasadena             | R26.33  | 26  | Lake Avenue                                                                         |                                                                                          |
| Los Ángeles LA R0.00-R52.15    | Pasadena             | R26.94  | 27A | Hill Avenue                                                                         | Señalizada como la salida 27 este                                                        |
| Los Ángeles LA R0.00-R52.15    | Pasadena             | R27.41  | 27B | Allen Avenue                                                                        | Salida oeste y entrada este                                                              |
| Los Ángeles LA R0.00-R52.15    | Pasadena             | R28.25  | 28  | Altadena Drive, Sierra Madre Boulevard                                              | La salida oeste es vía la salida 29A                                                     |
| Los Ángeles LA R0.00-R52.15    | Pasadena             | R28.68  | 29A | San Gabriel Boulevard – San Marino                                                  |                                                                                          |
| Los Ángeles LA R0.00-R52.15    | Pasadena             | R29.29  | 29B | Madre Street                                                                        |                                                                                          |
| Los Ángeles LA R0.00-R52.15    | Pasadena             | R29.49  | 30  | SR 19 sur (Rosemead Boulevard) / Michillinda Avenue                                 | Señalizada como las salidas 30A (sur) and 30B (north) este                               |
| Los Ángeles LA R0.00-R52.15    | Arcadia              | R30.82  | 31  | Baldwin Avenue – Sierra Madre                                                       |                                                                                          |
| Los Ángeles LA R0.00-R52.15    | Arcadia              | R31.88  | 32  | Santa Anita Avenue – Arcadia                                                        |                                                                                          |
| Los Ángeles LA R0.00-R52.15    | Monrovia             | R32.89  | 33  | Huntington Drive – Monrovia, Arcadia                                                |                                                                                          |
| Los Ángeles LA R0.00-R52.15    | Monrovia             | R33.91  | 34  | Myrtle Avenue – Monrovia                                                            |                                                                                          |
| Los Ángeles LA R0.00-R52.15    | Monrovia             | R34.74  | 35A | Mountain Avenue                                                                     |                                                                                          |
| Los Ángeles LA R0.00-R52.15    | Duarte               | R35.24  | 35B | Buena Vista Street                                                                  |                                                                                          |
| Los Ángeles LA R0.00-R52.15    | Irwindale            | R36.41  | 36A | I 605 sur (San Gabriel River Freeway)                                               | Señalizada como la salida 36B oeste                                                      |
| Los Ángeles LA R0.00-R52.15    | Irwindale            | R36.41  | 36B | Mount Olive Drive                                                                   | Señalizada como salida 36A oeste                                                         |
| Los Ángeles LA R0.00-R52.15    | Irwindale            | R37.86  | 38  | Irwindale Avenue – Irwindale                                                        |                                                                                          |
| Los Ángeles LA R0.00-R52.15    | Azusa                | R38.96  | 39  | Vernon Avenue                                                                       |                                                                                          |
| Los Ángeles LA R0.00-R52.15    | Azusa                | R39.60  | 40  | SR 39 (Azusa Avenue)                                                                |                                                                                          |
| Los Ángeles LA R0.00-R52.15    | Azusa                | R40.60  | 41  | Citrus Avenue – Covina                                                              |                                                                                          |
| Los Ángeles LA R0.00-R52.15    | Glendora             | R41.59  | 42  | Grand Avenue – Glendora                                                             |                                                                                          |
| Los Ángeles LA R0.00-R52.15    | Glendora             | R43.16  | 43  | Sunflower Avenue                                                                    |                                                                                          |
| Los Ángeles LA R0.00-R52.15    | Glendora             | R44.20  | 44  | Lone Hill Avenue                                                                    |                                                                                          |
| Los Ángeles LA R0.00-R52.15    | Glendora             | R44.38  | 45  | SR 57 sur (Orange Freeway) – Santa Ana                                              |                                                                                          |
| Los Ángeles LA R0.00-R52.15    | San Dimas            | R45.46  | 46  | San Dimas Avenue – San Dimas                                                        |                                                                                          |
| Los Ángeles LA R0.00-R52.15    | La Verne             | R46.63  | 47  | SR 66 este (Foothill Boulevard) – La Verne                                          |                                                                                          |
| Los Ángeles LA R0.00-R52.15    | La Verne             | R48.08  | 48  | Fruit Street                                                                        |                                                                                          |
| Los Ángeles LA R0.00-R52.15    | Claremont            | R49.53  | 50  | Towne Avenue                                                                        |                                                                                          |
| Los Ángeles LA R0.00-R52.15    | Claremont            | R51.85  | 52  | Base Line Road                                                                      | Antigua SR 30                                                                            |
| San Bernardino SBD 0.00-R33.18 | Upland               | 1.50    | 54  | Mountain Avenue – Mount Baldy                                                       |                                                                                          |
| San Bernardino SBD 0.00-R33.18 | Upland               | 3.47    | 56  | Campus Avenue                                                                       |                                                                                          |
| San Bernardino SBD 0.00-R33.18 | Rancho Cucamonga     | 4.60    | 57  | Carnelian Street                                                                    |                                                                                          |
| San Bernardino SBD 0.00-R33.18 | Rancho Cucamonga     | 5.90    | 58  | Archibald Avenue                                                                    |                                                                                          |
| San Bernardino SBD 0.00-R33.18 | Rancho Cucamonga     | 6.91    | 59  | Haven Avenue                                                                        |                                                                                          |
| San Bernardino SBD 0.00-R33.18 | Rancho Cucamonga     | 7.91    | 60  | Milliken Avenue                                                                     |                                                                                          |
| San Bernardino SBD 0.00-R33.18 | Rancho Cucamonga     | 9.14    | 61  | Day Creek Boulevard                                                                 |                                                                                          |
| San Bernardino SBD 0.00-R33.18 | Rancho Cucamonga     | 11.50   | 64A | I 15 (Ontario Freeway) – Barstow, San Diego                                         |                                                                                          |
| San Bernardino SBD 0.00-R33.18 | Fontana              | 11.93   | 64B | Cherry Avenue                                                                       |                                                                                          |
| San Bernardino SBD 0.00-R33.18 | Fontana              | 12.93   |     | Beech Avenue                                                                        | HOV-sólo intercambio                                                                     |
| San Bernardino SBD 0.00-R33.18 | Fontana              | 13.93   | 66  | Citrus Avenue                                                                       |                                                                                          |
| San Bernardino SBD 0.00-R33.18 | Fontana              | 14.93   | 67  | Sierra Avenue                                                                       |                                                                                          |
| San Bernardino SBD 0.00-R33.18 | Rialto               | R16.03  | 68  | Alder Avenue                                                                        |                                                                                          |
| San Bernardino SBD 0.00-R33.18 | Rialto               | R17.39  | 70  | Ayala Drive                                                                         |                                                                                          |
| San Bernardino SBD 0.00-R33.18 | Rialto               | 19.00   | 71  | Riverside Avenue                                                                    |                                                                                          |
| San Bernardino SBD 0.00-R33.18 | Rialto               | 19.67   | 72  | Pepper Avenue                                                                       | En construcción                                                                          |
| San Bernardino SBD 0.00-R33.18 | San Bernardino       | 20.69   | 73  | I 215 sur                                                                           |                                                                                          |
| San Bernardino SBD 0.00-R33.18 | San Bernardino       | R21.87  | 74A | I 215 sur (Barstow Freeway) – Riverside                                             | Autopista de intercambio propuesta; la salida oeste es vía la salida 75B                 |
| San Bernardino SBD 0.00-R33.18 | San Bernardino       | R21.87  | 74B | I 215 norte (Barstow Freeway) – Barstow                                             | Extremo este de la I-210; extremo oeste de la SR 210; señalizada como la salida 74 oeste |
| San Bernardino SBD 0.00-R33.18 | San Bernardino       | R22.94  | 75A | H Street                                                                            | Señalizada como salida 75 este                                                           |
| San Bernardino SBD 0.00-R33.18 | San Bernardino       | R23.10  | 75B | SR 259 sur I 215 sur – Los Ángeles, Riverside                                       | La salida este es vía la salida 75                                                       |
| San Bernardino SBD 0.00-R33.18 | San Bernardino       | R24.22  | 76  | SR 18 norte (Waterman Avenue)                                                       |                                                                                          |
| San Bernardino SBD 0.00-R33.18 | San Bernardino       | R25.72  | 78  | Del Rosa Avenue                                                                     |                                                                                          |
| San Bernardino SBD 0.00-R33.18 | San Bernardino       | R26.73  | 79  | Highland Avenue                                                                     |                                                                                          |
| San Bernardino SBD 0.00-R33.18 | Highland             | R28.66  | 81  | SR 330 norte – Running Springs, Big Bear Lake                                       |                                                                                          |
| San Bernardino SBD 0.00-R33.18 | Highland             | R29.32  | 82  | Base Line Road                                                                      |                                                                                          |
| San Bernardino SBD 0.00-R33.18 | Highland             | R30.23  | 83  | 5th Street                                                                          |                                                                                          |
| San Bernardino SBD 0.00-R33.18 | Redlands             | R32.34  | 84  | San Bernardino Avenue                                                               |                                                                                          |
| San Bernardino SBD 0.00-R33.18 | Redlands             | R33.18  | 85  | I 10 – Los Ángeles, Indio                                                           | Salida este y entrada oeste; señalizadas como salidas 85A (oeste) y 85B (este)           |